# All India Chess Federation
Die All India Chess Federation (AICF) ist der nationale Sportverband Indiens für Schach. Gegründet 1951 ist er sowohl im asiatischen Schachverband Asian Chess Federation, als auch im Weltschachbund FIDE vertreten.

## Organisation
Die AICF ist zuständig für die Schachspieler beider Geschlechter. Ihr Hauptsitz ist in Neu-Delhi, ein weiteres Büro befindet sich in Chennai. Hauptaufgabe ist die Repräsentation der über 30 Teilverbände sowie die Ausrichtung regionaler, nationaler und internationaler Turniere. Ziel ist die Verbreitung und Verbesserung von Schach in Indien, bspw. durch die Förderung junger Talente. Derzeitiger Präsident ist Sanjay Kapoor.

## Historie
Der indische Schachverband hat bereits einige große Turniere veranstaltet (ohne Anspruch auf Vollständigkeit):
- FIDE-Weltmeisterschaft 2000 in Neu-Delhi und Teheran
- Schach-Weltpokal 2002 in Hyderabad
- Schachweltmeisterschaft der Frauen 2000 in Delhi
- Schachweltmeisterschaft 2013 in  Chennai
- Schacholympiade 2022 in Chennai
- Chennai Grand Masters 2023 in Chennai[4]
- mehrere Asiatische Einzelmeisterschaften, zuletzt 2022